# Jacek Huchwajda
Jacek Huchwajda (ur. 3 kwietnia 1967 w Poznaniu) – niemiecki szermierz, szablista pochodzenia polskiego, medalista mistrzostw świata, olimpijczyk z Barcelony (1992).

## Życiorys
Karierę sportową rozpoczął w AZS Poznań, gdzie jego trenerem był Leszek Tylkowski. W 1984 został mistrzem Polski kadetów, wygrywając Ogólnopolską Spartakiadę Młodzieży. W 1985 wyjechał z rodzicami na stałe do Niemiec.
Po wyjeździe do Niemiec kontynuował karierę sportową w barwach FC Tauberbischofsheim, gdzie jego trenerem był m.in. Jacek Osyczka. Ukończył technikum handlowe, następnie był zawodowym żołnierzem. Jest absolwentem Akademii Trenerskiej w Kolonii (1994).
Dwukrotnie zdobył brązowy medal mistrzostw świata w szermierce: w 1991 (indywidualnie zajął 11. miejsce) i 1993 (indywidualnie zajął 40. miejsce) Startował na igrzyskach olimpijskich w Barcelonie (1992), gdzie w turnieju drużynowym zajął 5. miejsce. W 1991 zwyciężył podczas wojskowych mistrzostw świata. Był także rezerwowym w drużynie i współpracownikiem sztabu trenerskiego podczas igrzysk olimpijskich w 1996.
W 1992 i 1995 został indywidualnym mistrzem Niemiec seniorów, w 1993 zdobył indywidualnie srebrny, w 1999 brązowy medal mistrzostw Niemiec seniorów.
W latach 1992–2006 pracował w FC Tauberbischofsheim jako trener, jego zawodnikiem był m.in. Alexander Weber. W latach 2006–2013 pracował w Oregon Fencing Alliance w Portland, gdzie pracował m.in. z Rebeccą Ward i współpracował z Edwardem Korfantym, od 2013 jest trenerem na Uniwersytecie Duke’a.
Medalista mistrzostw Niemiec w szabli był także jego brat, Michael (Michał) Huchwajda.